# Serra de Godall (Fogars de la Selva)
La Serra de Godall és una serra situada al municipis de Tordera a la comarca del Maresme i el de Fogars de la Selva a la comarca de la Selva, amb una elevació màxima de 273 metres al Turó Gros de Terra Negra.